# Downhill Domination
Downhill Domination é um jogo eletrônico de corrida desenvolvido pela Incog Inc. Entertainment e publicado pela Sony Computer Entertainment America Inc. em julho de 2003 para o PlayStation 2. Uma nova versão foi lançada para a Europa em fevereiro de 2004, pela Codemasters. Em maio do mesmo ano, a Sony lançou uma versão para o público japonês, sob o título MT Bikers: Bakusō mauntenbaikāzu (MT Bikers: 爆走マウンテンバイカーズ).
O jogo recebeu críticas favoráveis, mas não foi muito bem sucedido comercialmente. Ele é considerado o melhor jogo de mountain biking do PlayStation 2.

## Jogabilidade
Downhill Domination é um jogo eletrônico de corrida no estilo arcade com elementos de combate veicular.
O sistema de controle consiste em um botão para acelerar, dois para desferir golpes (Um com a mão esquerda e outro com a mão direita) e 4 para fazer manobras. Estes ataques podem ser trocados por ataques mais poderosos, executando manobras ou pegando powerups (conhecido no jogo como "pickups"). Há também uma loja de bicicletas onde pode-se comprar vários itens e bicicletas novas, mas só é acessível em um modo de jogador. Até quatro jogadores podem jogar o jogo, mas quando se joga com mais de dois jogadores, as pistas e modos são muito limitados e as corridas só podem ter 3 ou 4 corredores.

## Personagens
O jogo conta com alguns corredores profissionais, sendo eles Eric Carter, Tara Llanes, Richie Schley, Brian Lopes, Missy Giove e Naoki Idegawa (na versão japonesa), mas a maior parte do jogo é composto por corredores fictícios, como Cosmo (um aristocrata britânico), Mai (uma mensageira de Tóquio) e Ajax, um cantor americano de Hip-Hop. Além disso há um personagem extra chamado Kineticlops, um extraterrestre que trabalha como fonte de energia para cadeiras elétricas.
Cada corredor tem suas especialidades, como por exemplo Cosmo que tem boa velocidade e resistência, enquanto Ajax é bom em manobras e saltos. Cada personagem tem um final, que são diferentes para cada tipo de personagem. Para os fictícios há finais em CG, que mostra o que fizeram depois de vencer o torneio de Downhill, enquanto para os profissionais há um vídeo, que mostra uma montagem de várias corridas que participaram com uma música ao fundo.
No jogo, há três modos de jogo. O primeiro é o Freeride, uma corrida normal onde vence quem chegar primeiro a linha de chegada, já Mountain Cross são corridas contra o tempo, onde se deve cruzar pontos de controle em intervalos de 30 segundos e vence quem conseguir o menor tempo e Techinical Downhiil, uma corrida com obstáculos, como troncos de árvores e pedras no caminho.

## Localizações
O jogo conta com pistas em vários locais do planeta, como Itália, Utah e Havaí. Cada montanha tem um tema diferente, como um deserto em Utah, uma cidade nos Estados Unidos ou uma montanha congelada na Rússia. Além das montanhas há também duas pistas extras chamados Moshbowl, onde os corredores lutam em uma arena, e Super Jump, onde deve-se pular uma rampa gigante e cair em pequenos círculos, sendo que quanto mais difíceis de acertar, mais pontos valem.

## Trilha sonora
| N.º | Título                                            | Artista                       | Duração |  |
| 1.  | "8-Track"                                         | Brian Setzer                  |         |  |
| 2.  | "Bang On!"                                        | The Propellerheads            |         |  |
| 3.  | "Bike Thief (Schnellspanner Remix)"               | Freezepop                     |         |  |
| 4.  | "Breakbeat Suckers"                               | CIRRUS                        |         |  |
| 5.  | "The Corn Rocket"                                 | Southern Culture On The Skids |         |  |
| 6.  | "Extreme Days"                                    | Toby Mac                      |         |  |
| 7.  | "Feelin' Kinda Strange"                           | Drummatic Twins               |         |  |
| 8.  | "Go"                                              | Andy Hunter                   |         |  |
| 9.  | "I Got You (I Feel Good) (Digital Johnson Remix)" | James Brown                   |         |  |
| 10. | "Let Down And Alone"                              | Death by Stereo               |         |  |
| 11. | "Let's Get Retarded"                              | Black Eyed Peas               |         |  |
| 12. | "Mary, Mary"                                      | Run D.M.C.                    |         |  |
| 13. | "Pedal To The Metal"                              | Kazzer                        |         |  |
| 14. | "(sic)"                                           | Slipknot                      |         |  |
| 15. | "Simple Minded"                                   | Dragpipe                      |         |  |
| 16. | "Soul Creation"                                   | Cinder                        |         |  |
| 17. | "Take It Off"                                     | The Donnas                    |         |  |
| 18. | "Thursday"                                        | Morphine                      |         |  |
| 19. | "Time 2 Build"                                    | The Herbaliser part. Blade    |         |  |
| 20. | "Your Disease"                                    | Saliva                        |         |  |
| 21. | "You'll See"                                      | Goddess                       |         |  |
| 22. | "Scream And Shout"                                | Goddess                       |         |  |

Obs: A banda Goddess é fictícia, sendo suas músicas criadas pela própria produtora do jogo.